# Kaide Gordon
Kaide Gordon (Derby, 5 de octubre de 2004) es un futbolista británico que juega en la demarcación de delantero para el Liverpool F. C. de la Premier League.

## Trayectoria
Tras formarse en las categorías inferiores del Derby County F. C., finalmente el 29 de diciembre de 2020 debutó con el primer equipo en un partido de la EFL Championship contra el Birmingham City F. C. que finalizó con un resultado de 0-4 a favor del conjunto de Derby. En la temporada siguiente se marchó traspasado al Liverpool F. C., debutando en un partido de la Copa de la Liga contra el Norwich City. Jugó otros seis encuentros y se convirtió en el goleador más joven en la historia del club en la FA Cup antes de ser cedido al propio Norwich City en agosto de 2024. Allí anotó un tanto en diez encuentros antes de cancelarse la cesión en enero para, en febrero, ser prestado al Portsmouth F. C.

## Estadísticas

### Clubes
Actualizado al último partido disputado el 3 de mayo de 2025.
| Club | Div.          | Temporada     | Liga(1) | Liga(1) | Copas nacionales(2) | Copas nacionales(2) | Copas internacionales(3) | Copas internacionales(3) | Total | Total |
| Club | Div.          | Temporada     | Part.   | Goles   | Part.               | Goles               | Part.                    | Goles                    | Part. | Goles |
| --- | ------------- | ------------- | ------- | ------- | ------------------- | ------------------- | ------------------------ | ------------------------ | ----- | ----- |
| Derby County F. C. Inglaterra | 2.ª           | 2020-21       | 1       | 0       | 0                   | 0                   | ―                        | ―                        | 1     | 0     |
| Derby County F. C. Inglaterra | Total club    | Total club    | 1       | 0       | 0                   | 0                   | 0                        | 0                        | 1     | 0     |
| Liverpool F. C. Inglaterra | 1.ª           | 2021-22       | 1       | 0       | 3                   | 1                   | 0                        | 0                        | 4     | 1     |
| Liverpool F. C. Inglaterra | 1.ª           | 2023-24       | 1       | 0       | 1                   | 0                   | 1                        | 0                        | 3     | 0     |
| Liverpool F. C. Inglaterra | Total club    | Total club    | 2       | 0       | 4                   | 1                   | 1                        | 0                        | 7     | 1     |
| Norwich City F. C. Inglaterra | 2.ª           | 2024-25       | 10      | 1       | 0                   | 0                   | ―                        | ―                        | 10    | 1     |
| Norwich City F. C. Inglaterra | Total club    | Total club    | 10      | 1       | 0                   | 0                   | 0                        | 0                        | 10    | 1     |
| Portsmouth F. C. Inglaterra | 2.ª           | 2024-25       | 5       | 0       | 0                   | 0                   | ―                        | ―                        | 5     | 0     |
| Portsmouth F. C. Inglaterra | Total club    | Total club    | 5       | 0       | 0                   | 0                   | 0                        | 0                        | 5     | 0     |
| Total carrera | Total carrera | Total carrera | 18      | 1       | 4                   | 1                   | 1                        | 0                        | 23    | 2     |
| (1) Incluye datos de Premier League. (2) Incluye datos de Copa de la Liga, FA Cup y Community Shield. (3) Incluye datos de Liga de Campeones de la UEFA. |               |               |         |         |                     |                     |                          |                          |       |       |